# Baaiduinen

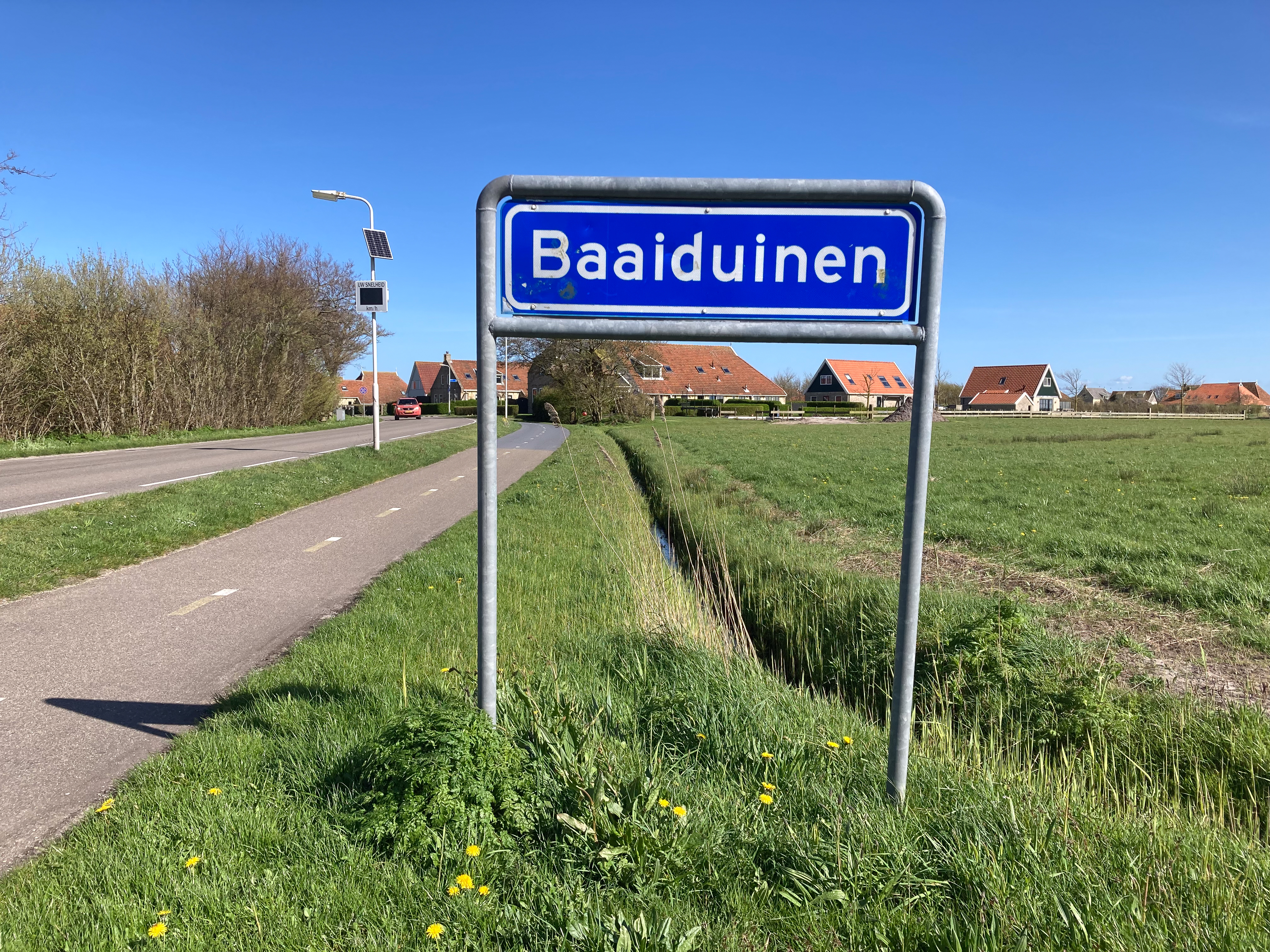
Plaatsnaambord van Baaiduinen

Baaiduinen is een dorp op het waddeneiland Terschelling, provincie Friesland (Nederland), gelegen ten westen van Midsland. Op 1 januari 2019 had het dorp 112 inwoners. Baaiduinen is omringd door een aantal kleine maar veel oudere nederzettingen, Kinnum, Kaard en Horp. Baaiduinen geldt als het jongste dorp van Terschelling, en is pas in de negentiende eeuw als een zelfstandige nederzetting erkend.
Het dorp bestaat uit een rij oude Terschellinger boerderijen aan weerszijden van de hoofdweg. De meeste boerderijen zijn verbouwd ten gunste van het toerisme. Veehouderij is vanouds de voornaamste inkomstenbron. Tegenwoordig zijn er weinig veehouders meer in Baaiduinen en is het toerisme de voornaamste bron van inkomsten.
Ten noorden van Baaiduinen ligt een uitgestrekt poldergebied met de naam "het Hoge Land".
Dorpen en buurtschappen: Baaiduinen · Dellewal · Formerum · Halfweg · Hee · Hoorn · Horp · Kaard · Kinnum · Landerum · Lies · Midsland · Midsland aan Zee · Midsland-Noord · Oosterend · Striep · West aan Zee · West-Terschelling

Friesland: Steden en dorpen      Nederland: Provincies · Gemeenten